# 高山无叶兰
高山无叶兰（学名：Aphyllorchis alpina）为兰科无叶兰属下的一个种。